# الیقول
ال یوقول یک منطقهٔ مسکونی در عربستان سعودی است که در استان مدینه واقع شده‌است.